# Synuchus
Synuchus (лат.) — род жужелиц из подсемейства Platyninae.

## Описание
Последний сегмент губных щупиков не расширен. Отросток переднегруди на вершине не окантован.

## Систематика
В составе 86 видов:
- Synuchus congruus (Morawitz, 1862)
- Synuchus nivalis (Panzer, 1797)
- Synuchus vivalis (Illiger, 1798)

## Распространение
Встречается в Палеарктике, Неарктике и Ориентальной области. Крупнейшим центром видового разнообразия рода является Восточная Азия.